# Bryter Layter
Bryter Layter is het tweede van de drie albums van de Britse folkmuzikant Nick Drake. In tegenstelling tot opvolger Pink Moon is Bryter Layter een album waarop Nick Drake wordt bijgestaan door andere muzikanten zoals John Cale van The Velvet Underground. Typerend voor dit album is het feit dat er drums te horen waren (dit is verder nooit voorgekomen op zijn andere albums) ook ging hij op dit album meer richting de jazz dan folk vanwege de afwijkende ritmes en structuren en de gemaakte keuzes voor frasering.
Dit album kan gezien worden als een van de eerste concept albums door de opbouw. Instrumentale nummers worden gevolgd door nummers die lang dan weer kort duren en die vernieuwend waren in die tijd qua stijlversmeltingen.

## Nummers
Alle nummers zijn geschreven door Nick Drake:
1. "Introduction" – 1:33
2. "Hazey Jane II" – 3:46
3. "At the Chime of a City Clock" – 4:47
4. "One of These Things First" – 4:52
5. "Hazey Jane I" – 4:31
6. "Bryter Layter" – 3:24
7. "Fly" – 3:00
8. "Poor Boy" – 6:09
9. "Northern Sky" – 3:47
10. "Sunday" – 3:42

## Muzikanten
- Achtergrondzang – Doris Troy, Pat Arnold
- Altsaxofoon – Ray Warleigh
- Basgitaar – Dave Pegg, Ed Carter
- Celesta – John Cale
- Klavecimbel – John Cale
- Drumstel – Dave Mattacks, Mike Kowalski
- Fluit – Lyn Dobson, Ray Wareigh
- Gitaar – Richard Thompson
- Orgel – John Cale
- piano– Paul Harris, Chris McGregor
- Zang, gitaar - Nick Drake

## Overige medewerkers
- Producer – Joe Boyd
- Arrangementen (snaar- en blaasinstrumenten) – Robert Kirby
- Geluidstechnicus – John Wood
- Hoesontwerp (voorkant) – Nigel Waymouth
- Hoesontwerp (achterkant) – Keith Morris